# Чесант
Чесант (енгл. Cheshunt) је град у Уједињеном Краљевству у Енглеској. Према процени из 2007. у граду је живело 58.333 становника.

## Становништво
Према процени, у граду је 2008. живело 58.333 становника.
| 1981.  | 1991.  | 2001.  |
| ------ | ------ | ------ |
| 49,616 | 51,998 | 55,275 |